# Centrales hydroélectriques de Passy
Les centrales hydroélectriques de Passy est un ensemble industriel regroupant les plus anciennes centrales hydroélectriques de Haute-Savoie, près de Saint-Gervais, Passy, et du Mont-Blanc, à environ 700 mètres d'altitude.

## Sites
La plus ancienne est la centrale hydroélectrique de l’usine de Chedde (1892-1896). Le cours d’eau perdant entre Servoz et la plaine alluviale de Chedde plus de cent mètres d’altitude, l'énergie dégagée est importante. Le captage de l’eau s'effectue le long de l’Arve se fait au barrage du Chatelard, du côté de Servoz, au pont des Lanternes, avec une conduite forcée et un siphon. En 1912, afin d'augmenter le débit d'eau pour l'usine de Chedde, on procéda à des travaux à la centrale hydro-électrique du Châtelard. Plus récente, la centrale hydroélectrique de Passy (1947-1951) a pris sa succession.

## Histoire
La première usine voit le jour quand Paul Corbin et Georges Bergès, deux Grenoblois fortunés décident de fabriquer des dérivés chlorés par électrolyse, ce qui nécessite de produire de l’électricité en grande quantité. Ils créèrent, au printemps 1895, la Société des forces motrices de l'Arve. Les travaux de construction de l’usine et de la chute commencèrent en juillet 1895.
En 1900, la centrale hydroélectrique de Chedde est la plus puissante des Alpes (7 MW), devant les 4 MW des Papeteries Aubry de Venthon. En 1912, afin d’augmenter le débit d’eau pour l’usine de Chedde, on procéda à des travaux à la centrale hydro-électrique du Châtelard.
Sur le site, la Société des forces motrices de l'Arve la fabrication des chlorates, entreprit celle de l'aluminium par le procédé d'électrolyse de Paul Héroult. Elle fut achetée en 1916 par la Compagnie des Produits Chimiques d'Alais et de la Camargue (le futur Péchiney), dirigée par l'ingénieur modanois Adrien Badin, qui avait opté pour l'aluminium par le procédé d'électrolyse en 1897 puis fondé en 1907 la grande usine de Saint-Jean-de-Maurienne.